# Farbreague
Farbreague är ett berg i republiken Irland. Det ligger i den centrala delen av landet. Toppen på Farbreague är 430 meter över havet.
Terrängen runt Farbreague är kuperad åt nordost, men åt sydväst är den platt. Trakten runt Farbreague består i huvudsak av hed och skog.